# Чернокачулата кокетка
Чернокачулатата кокетка (Lophornis helenae) е вид птица от семейство Колиброви (Trochilidae). Видът е незастрашен от изчезване.

## Разпространение
Разпространен е в Белиз, Коста Рика, Гватемала, Хондурас, Мексико и Никарагуа.